# Telecanal
Telecanal é uma rede de televisão chilena criada em 2005 com sede em Santiago de Chile.